# Dovadă empirică
Dovada empirică pentru o propoziție este un tip de dovadă care susține sau contrazice această propoziție și este constituită din observații accesibile experienței senzoriale sau rezultate obținute prin proceduri experimentale. Dovezile empirice sunt esențiale în știință și joacă un rol important în diverse alte domenii, cum ar fi epistemologia și dreptul.
Nu există un acord general cu privire la modul în care trebuie definiți termenii „dovezi” și „empiric”. Diferitele domenii de studiu pot avea concepții variate despre acești termeni. În epistemologie, dovezile sunt considerate ceea ce justifică credințele sau ceea ce determină raționalitatea unei credințe. Aceasta presupune că dovezile sunt deținute de o persoană, ceea ce a condus diverși epistemologi să considere dovezile ca fiind stări mentale private, cum ar fi experiențele personale sau alte convingeri. 
În filozofia științei, dovezile sunt înțelese ca elemente care confirmă sau infirmă ipotezele științifice și care pot arbitra între teorii concurente. Pentru a îndeplini acest rol, dovezile trebuie să fie publice și necontroversate, constând în obiecte sau evenimente fizice observabile, spre deosebire de stările mentale private, astfel încât dovezile să faciliteze consensul științific. Termenul empiric provine din grecescul ἐμπειρία (empeiría), care înseamnă „experiență”. În acest context, este de obicei înțeles ca referindu-se la ceea ce este observabil, în contrast cu obiectele neobservabile sau teoretice. Se acceptă că percepția neasistată constituie observație, dar se discută în ce măsură obiectele accesibile doar prin percepție asistată, cum ar fi bacteriile observate la microscop sau pozitronii detectați într-o cameră cu nori, ar trebui considerate observabile.
Dovezile empirice sunt esențiale pentru cunoașterea a posteriori sau cunoașterea empirică, cunoaștere a cărei justificare sau falsificare depinde de experiență sau experiment. În contrast, cunoașterea a priori este considerată fie înnăscută, fie justificată prin intuiție rațională și, prin urmare, nu depinde de dovezi empirice. Raționalismul acceptă pe deplin existența cunoașterii a priori, în timp ce empirismul o respinge în totalitate sau o acceptă doar într-un mod restrâns, ca fiind cunoaștere a relațiilor dintre conceptele noastre, dar nu ca fiind legată de lumea externă.
Dovezile științifice sunt strâns legate de dovezile empirice; totuși, nu toate formele de dovezi empirice îndeplinesc standardele dictate de metodele științifice. Sursele de dovezi empirice sunt adesea împărțite în observație și experimentare, diferența esențială fiind că numai experimentarea implică manipulare sau intervenție: fenomenele sunt create activ, în loc să fie observate pasiv.

## Context
Conceptul de dovadă este central atât în epistemologie, cât și în filozofia științei, deși îndeplinește roluri diferite în aceste domenii. În epistemologie, dovada este ceea ce justifică credințele sau determină raționalitatea susținerii unei anumite atitudini doxastice (de exemplu, credința). Experiența senzorială, precum mirosul de fum, poate justifica sau face rațională credința că ceva arde. Pentru ca justificarea să fie eficientă, dovezile trebuie să fie accesibile persoanei respective, iar cea mai simplă interpretare este că dovezile constau în stările mentale private ale credinciosului.
Unii filozofi limitează dovezile doar la stările mentale conștiente, propoziționale sau factive. Limitarea la stările mentale conștiente poate implica faptul că multe credințe zilnice ar fi nejustificate. Astfel, mulți consideră că toate tipurile de stări mentale, inclusiv cele inconștiente, pot funcționa ca dovezi. Diverse roluri ale dovezilor în raționament sugerează că acestea ar trebui să fie de natură propozițională, exprimabilă prin verbe doxastice precum „a crede că...”. Totuși, această abordare contrazice practica de a considera experiențele senzoriale nepropoziționale, cum ar fi durerile fizice, drept dovezi. Unii autori susțin că dovezile trebuie să fie factive, adică doar atitudinile față de propozițiile adevărate constituie dovezi. În această viziune, experiența olfactivă a fumului ar fi o dovadă validă doar dacă fumul provine de la un incendiu, nu de la un generator de fum. Această teorie întâmpină dificultăți în explicarea raționalității credinței în existența unui incendiu chiar și în absența dovezilor reale.
În filosofia științei, dovezile sunt considerate elemente ce confirmă sau infirmă ipotezele științifice și pot arbitra între teorii concurente. De exemplu, măsurătorile orbitei neobișnuite a planetei Mercur servesc drept dovezi care sprijină teoria gravitației lui Einstein în fața celei newtoniene. Este esențial ca dovezile științifice să fie publice și necontroversate pentru a facilita consensul științific, spre deosebire de stările mentale private. Probleme precum subdeterimnarea (faptul că dovezile susțin în mod egal teorii diferite) și încărcătura teoretică (influența ipotezelor teoretice asupra dovezilor) pot compromite neutralitatea dovezilor în procesul de arbitraj între teorii. Filozoful Thomas Kuhn este un susținător important al perspectivei conform căreia ipotezele teoretice joacă un rol central în știință, influențând paradigmele științifice.

## Definiție
Un lucru constituie o dovadă pentru o afirmație dacă susține epistemic această afirmație, indicând că aceasta este adevărată. Dovada este considerată empirică dacă este constituită sau accesibilă prin experiență senzorială. Există teorii divergente despre definiția termenilor „dovadă” și „empiric”. Epistemologia, științele și sistemele juridice pot atașa semnificații diferite acestor concepte. O distincție majoră între teorii este aceea dintre dovezile identificate cu stările mentale private și cele asociate cu obiecte fizice publice. „Empiric” se referă de obicei la experiențe senzoriale accesibile percepției, cum ar fi experiențele vizuale sau auditive, însă termenul este utilizat uneori mai larg, incluzând și amintirile și introspecția. Acest termen exclude, în general, experiențele pur intelectuale, cum ar fi intuițiile raționale despre principii logice sau matematice.
În filozofia științei există o dezbatere activă cu privire la delimitarea obiectelor observabile față de cele teoretice sau neobservabile. Obiecte comune, precum cărțile sau casele, sunt unanim considerate observabile, însă dezacordurile apar când sunt implicate obiecte percepute doar prin instrumente, precum galaxiile îndepărtate, bacteriile observate la microscop sau pozitronii detectați în camerele cu nori. În această abordare, entitățile neobservabile sunt incluse în dovezile empirice dacă pot fi detectate prin măsurători adecvate. Această poziție se distanțează de semnificația originală a termenului „empiric”, care face referire la experiență.

## Concepte conexe

### Cunoaștereaa posteriorișia priori
O cunoaștere sau justificare este a posteriori dacă se bazează pe dovezi empirice și depinde de experiență (adică se obține după experiență), spre deosebire de cunoașterea a priori, care este independentă de experiență (adică este anterioară experienței). De exemplu, propoziția „toți burlacii sunt necăsătoriți” este cunoscută a priori, deoarece adevărul ei rezultă din semnificația termenilor implicați. În schimb, propoziția „unii burlaci sunt fericiți” necesită experiență pentru a fi cunoscută și, astfel, este o cunoaștere a posteriori. Immanuel Kant a susținut că distincția dintre cunoașterea a priori și cea a posteriori este echivalentă cu diferențierea dintre cunoașterea empirică și cea non-empirică.
Empirism și raționalism
În cea mai strictă formă, empirismul susține că toate cunoștințele se bazează pe experiență și că justificările epistemice derivă din dovezi empirice. Aceasta contrazice raționalismul, care afirmă că există cunoștințe independente de experiență, fie că sunt înnăscute, fie justificate prin rațiune. Empirismul respinge astfel cunoașterea a priori, susținută de raționaliști. Empiricii întâmpină dificultăți în explicarea justificării cunoașterii logice și matematice, unde raționalismul oferă justificare prin intuiții intelectuale. Astfel, unii empirici acceptă existența unui tip de cunoaștere a priori, păstrându-se totuși restricția la experiență pentru cunoașterea lumii exterioare. În domenii precum metafizica sau etica, alegerea între empirism și raționalism influențează nu doar modalitatea de justificare a unei afirmații, ci și dacă aceasta este justificată sau nu.

### Dovezi științifice
Dovezile științifice sunt strâns legate de dovezile empirice, dar nu toate dovezile empirice sunt considerate științifice. De exemplu, dovezile anecdotice pot susține validitatea unui tratament într-un context cotidian, dar nu sunt acceptate drept dovezi științifice. Un element central al dovezilor științifice este că acestea sunt obținute prin metoda științifică aplicată în cadrul unei teorii științifice. O problemă a dovezilor neștiințifice este susceptibilitatea lor la prejudecăți cognitive, de exemplu, la efectul de ancorare, care poate distorsiona interpretarea.

### Observarea, experimentarea și metoda științifică
În filosofia științei, dovezile empirice sunt clasificate în observație și experimentare. Experimentarea implică manipulare activă, în contrast cu observația pasivă a fenomenelor. De exemplu, inserarea ADN-ului într-o bacterie este experimentare, în timp ce studierea orbitelor planetare prin telescop este observație. Această distincție susține împărțirea științelor în domenii experimentale și observaționale, cum ar fi fizica și astronomia. Distincția este intuitivă, dar este dificil de definit „intervenția” în mod general, ceea ce duce uneori la respingerea acestei separări.
Dovezile empirice sunt fundamentale pentru acceptarea unei ipoteze științifice, iar validarea acesteia necesită aplicarea riguroasă a metodei științifice,  incluzând formularea ipotezei, proiectarea experimentală, evaluare colegială și publicarea rezultatelor.